# Patrick Mtiliga
Patrick Jan Mtiliga (ur. 28 lutego 1981 w Kopenhadze) – duński piłkarz występujący na pozycji obrońcy w klubie FC Nordsjælland. Mtiliga najczęściej ustawiany jest na lewej stronie obrony.

## Życiorys
Piłkarz urodził się w Kopenhadze, gdzie też rozpoczynał swoją przygodę z futbolem. Jako młody chłopiec związał się z drużyną Boldklubben af 1893 (B 93). Początkowo grywał na pozycji napastnika lub pomocnika, dopiero po kilku latach został przekwalifikowany na defensora. W 1997 roku Mtiliga zadebiutował w reprezentacji Danii U-17, później jeszcze grał w drużynie U-19 i w końcu przebił się do pierwszego składu. Jeżeli chodzi o debiut w klubie, w drużynie seniorów, takowy miał miejsce w 1999 roku. Po rozegraniu 13 meczów w barwach B 93 wyjechał do Holandii, a konkretnie do Feyenoordu.
Początkowo jego kariera w Feyenoordzie nie zapowiadała się najlepiej, w związku z tym wypożyczono go do Excelsioru. W tej drużynie grał całkiem nieźle, już po dwóch sezonach miał na swoim koncie ponad 40 rozegranych meczów. Mtiliga w dużej mierze przyczynił się do awansu Exclsiioru do najwyższej klasy rozgrywkowej, choć gościli tam zaledwie sezon. W sezonie 2003–04 Duńczyk miał już niepodważalne miejsce w wyjściowej jedenastce, gdzie do połowy sezonu zdołał wystąpić w 23 grach. Dobra forma tego zawodnika nie przeszła na sucho obok działaczy Feyenoordu, którzy zimą postanowili ściągnąć go z wypożyczenia.
Kolejny sezon już nie był tak jakby sam piłkarz sobie tego życzył. W pierwszym sezonie dostał szansę zaledwie w 11 spotkaniach. Sezon 2005-06 był zdecydowanie gorszy, bowiem Mtiliga leczył ciężką kontuzję, która wykluczyła go z gry przez cały sezon. W 2006 roku doszedł do porozumienia z NAC Breda i podpisał roczny kontrakt, z opcją przedłużenia o kolejne dwa sezony. W 2009 roku odszedł do Málagi CF, a w 2011 roku został zawodnikiem FC Nordsjælland. W 2017 zakończył w nim swoją karierę.